# Lusignan-Petit
Lusignan-Petit è un comune francese di 375 abitanti situato nel dipartimento del Lot e Garonna nella regione della Nuova Aquitania.

## Società

### Evoluzione demografica
Abitanti censiti